# Scopula quadrimacula
Scopula quadrimacula är en fjärilsart som beskrevs av Alfred Ernest Wileman och South 1915. Scopula quadrimacula ingår i släktet Scopula och familjen mätare. Inga underarter finns listade.